# Decachorda aspersa
Decachorda aspersa är en fjärilsart som beskrevs av Eugène Louis Bouvier 1927. Decachorda aspersa ingår i släktet Decachorda och familjen påfågelsspinnare. Inga underarter finns listade i Catalogue of Life.